# Martin Denny
Martin Denny (Nueva York, 10 de abril de 1911-Honolulú, 2 de marzo de 2005) fue un músico estadounidense, intérprete de piano y compositor, más conocido como el "Padre de la Música Exótica". Su trayectoria artística se prolongó hasta la década de 1980, viajó por casi todo el mundo, popularizando su estilo musical el cual estaba enriquecido por percusiones especiales (exóticas, al menos para el escucha norteamericano) y arreglos imaginativos para canciones populares de su época. Dichos temas fueron el inicio de la llamada Cultura Tiki. De las filas de su agrupación surgieron dos geniales instrumentalistas con una acentuada influencia de Denny: Julius Wechter de Baja Marimba Band y el notable percusionista y músico Arthur Lyman.

## Vida
Denny nació en Nueva York, y se desarrolló en Los Ángeles, California. estudió piano clásico y a temprana edad viajó a Sudamérica, por espacio de cuatro años y medio, integrado a la Orquesta de Don Dean. Durante esta gira Denny desarrolló una fascinación especial por los ritmos latinos. Denny coleccionó una gran cantidad de instrumentos étnicos de casi todo el mundo, los cuales comenzó a usar dentro de sus interpretaciones musicales.
Después de servir dentro de la Fuerza Aérea Norteamericana durante la Segunda Guerra Mundial, Denny retornó a Los Ángeles en donde completo sus estudios de Piano y composición bajo la dirección del Dr. Wesley La Violette y orquestación bajo la tutela de Arthur Lange en el Conservatorio de Música de Los Ángeles. También estudió en la Universidad del Sur de California.
Hacia enero de 1954, Do the Beachcomber llevó a Denny a Honolulu, Hawái por un contrato de dos semanas. Se quedó ahí después para formar su propio combo en 1955, actuando contratado por el Shell Bar en el Hotel Hawaiian Village en Oahu y pronto firmó para el sello discográfico Liberty Records. El combo (conjunto musical) estaba formado por Augie Colon en las percusiones e imitaciones de trinos de pájaros, Arthur Lyman en los vibráfonos, John Kramer en el Contrabajo y Denny al piano. Lyman pronto abandonó el conjunto para formar el suyo propio, siendo remplazado por Herb Alpert y Julius Wechter, Harvey Ragsdale remplazaría posteriormente a Kramer.

## "Música exótica"
Martin describió a la música que interpretaba con su conjunto como un escaparate o un escenario que completaba perfectamente con el exótico Hawái. "Mucho de lo que hago", -afirmó en su álbum- Incredibly Strange Music Volume 1, "es exhibir melodías familiares. Puedo tomar una melodía como "Flamingo" y darle un toque tropical, en mi estilo. En mis arreglos para el tema de despedida "Sayonara", incluyó un instrumento japonés de tres cuerdas, llamado Shamisen. Distinguimos cada canción por un diferente instrumento étnico, usualmente respaldado por un fondo con influencia de semi-jazz o ritmo latino".
Denny confeccionó una enorme colección de instrumentos exóticos con la ayuda de diversos amigos de distintas aerolíneas. Ellos le traían esos instrumentos y el construía los arreglos para cada uno de ellos.
Su música fue una combinación de estilos étnicos diversos; del Pacífico Sur, el Oriente y Latinos.
Durante un compromiso en el Shell Bar, Denny descubrió lo que sería su sello particular y el nacimiento de la música "exótica". El bar en sí tenía un aspecto exótico: una pequeña alberca a un lado del conjunto, rocas y palmeras alrededor, un ambiente calmo y relajado. Mientras el grupo actuaba por las noches, Denny se percató de que algunos sapos croaban mezclándose con la música, y cuando la banda se detenía, así lo hacían los sapos con sus cantos. Denny pensó que ello era una coincidencia, pero cuando volvió a actuar por la noche ocurrió nuevamente lo mismo. Esta vez sus compañeros de banda comenzaron a imitar toda suerte de cantos de pájaros como broma, solo por entretenimiento. Al siguiente día, alguien se aproximó a Denny y le preguntó si el haría nuevamente arreglos con las ranas y los pájaros. Mientras más pensaba en ello más sentido tenía para Denny. Durante la grabación de "Villa Quieta", cada miembro de la banda hizo una imitación del canto de un ave en particular. Denny hizo la parte de las ranas con un cilindro ranurado y ello quedó incorporado al arreglo de "Villa Quieta".
El álbum Exotica fue grabado en diciembre de 1956 y lanzado al año siguiente. En 1958, Dick Clark invitó a Denny a participar en su conocido programa "American Bandstand". "Villa Quieta" alcanzó la posición número 2 en las listas de Billboard junto al álbum "Exotica" el cual logró la primera posición. También ingresó a las listas de Cashbox y Variety. Denny tuvo al menos tres o cuatro álbumes en las listas de manera simultánea durante su carrera. Colocó también los éxitos locales "A Taste of Honey"(Una probada de miel), "The Enchanted Sea" (El mar encantado) y "Ebb Tide" (Marea Baja)
Martin falleció en su hogar localizado en Honolulu el 2 de marzo de 2005 a la edad de 93 años.

## Efectos
El tema de Denny "Firecracker" es muy conocido en Japón como el número que inspiró a Harumi Hosono para crear la Yellow Magic Orchestra. De acuerdo a Hosono un día de 1978 después de una sesión de grabación , invitó a Ryuichi Sakamoto y a Yukihiro Takahashi a su hogar y les mostró un memorándum que decía : "Rearreglar y reinterpretar "Firecracker" de Martin Denny en una versión chunky-electric disco, empleando sintetizadores, para vender cuatro millones de copias por todo el mundo."

## Discografía

### LP originales
- Exotica, Liberty LRP-3034 (mono) (1957)
- Exotica, Liberty LST-7034 (stereo) (1958) - regrabada en sonido estéreo con Julius Wechter remplazando a Arthur Lyman
- Exotica Vol. 2, Liberty LRP-3077/LST-7006 (1958)
- Forbidden Island, Liberty LRP-3081/LST-7001 (1958)
- Primitiva, Liberty LRP-3087/LST-7023 (1958)
- Hypnotique, Liberty LRP-3102/LST-7102 (1959)
- Afro-Desia, Liberty LRP-3111/LST-7111 (1959)
- Exotica Volume III, Liberty LRP-3116/LST-7116 (1959)
- Quiet Village, Liberty LRP-3122/LST-7122 (1959)
- The Enchanted Sea, Liberty LRP-3141/LST-7141 (1960)
- Exotic Sounds from the Silver Screen, Liberty LRP-3158/LST-7158 (1960)
- Exotic Sounds Visit Broadway, Liberty LRP-3163/LST-7163 (1960)
- Exotic Percussion, Liberty LRP-3168/LST-7168 (1961)
- Romántica, Liberty LRP-3207/LST-7207 (1961)
- Martin Denny in Person, Liberty LRP-3224/LST-7224 (1962)
- A Taste of Honey, Liberty LRP-3237/LST-7237 (1962)
- Another Taste of Honey, Liberty LRP-3277/LST-7277 (1963)
- The Versatile Martin Denny, Liberty LRP-3307/LST-7307 (1963)
- A Taste of Hits, Liberty LRP-3328/LST-7328 (1964)
- Latin Village, Liberty LRP-3378/LST-7378 (1964)
- Hawaii Tattoo, Liberty LRP-3394/LST-7394 (1964)
- Spanish Village, Liberty LRP-3409/LST-7409 (1965)
- 20 Golden Hawaiian Hits, Liberty LRP-3415/LST-7415 (1965)
- Martin Denny!, Liberty LRP-3438/LST-7438 (1966)
- Hawaiian A Go-Go, Liberty LRP-3445/LST-7445 (1966)
- Exotica Today, Liberty LRP-3465/LST-7465 (1966)
- Golden Greats, Liberty LRP-3467/LST-7467 (1966)
- Hawaii, Liberty LRP-3488/LST-7488 (1966)
- Exotica Classica, Liberty LRP-3513/LST-7513 (1967)
- A Taste of India, Liberty LRP-3550/LST-7550 (1968)
- Exotic Love, Liberty LRP-3585/LST-7585 (1968)
- Exotic Moog, Liberty LRP-3621/LST-7621 (1969)
- Paradise Moods, Liberty/Sunset SUM-5102/SUS-5102 (1970)
- Sayonara, Liberty/Sunset SUM-5169/SUS-5169 (1970)
- Exotic Night, Liberty/Sunset SUM-5199/SUS-5199 (1970)
- The Best of Martin Denny, Liberty LX-5502 (1974) (compilación)
- The Very Best of Martin Denny, United Artists UA-LA383-E (1975) (compilación)
- From Maui with Love, First American FA-7743 (1980)
- The Enchanted Isle, Liberty LN-10195 (1982)

### Reediciones en CD
- The Exotic Sounds: The Very Best of Martin Denny, EMI Manhattan (Japan) CP32-5657 (1989) (compilación)
- Paradise, Pair PCD-2-1267 (1990) (compilación)
- Exotica!: The Best of Martin Denny, Rhino R2-70774 (1990) (compilación)
- The Exotic Sounds of Martin Denny, Capitol (1990) (compilación)
- Exotica '90, Inside Out TOCP-6160 (Japan) (1990) (material nuevo)
- Enchanted Islands, CEMA Special Products S21-56638 (1993) (compilation)
- Quiet Village: The Exotic Sounds of Martin Denny, Curb D2-77685 (1994) (compilación)
- Exotic Moog (Martin Denny) / Moog Rock (Les Baxter), Electronic Vanguard EV-906-2 (1995) (edición limitada. reedición)
- Afro-Desia, Scamp 9702 (1995) (reedición)
- Bachelor in Paradise: The Best of Martin Denny, Pair (1996) (compilation)
- Exotica/Exotica Vol. II, Scamp 9712 (1996) (reedición)
- Forbidden Island/Primitiva, Scamp 9713 (1996) (reedición)
- Hypnotique/Exotica III, Scamp 9714 (1997) (reedición)
- Quiet Village/Enchanted Sea, Scamp 9715 (1997) (reedición)
- Baked Alaska, Collector's Choice Music CCM-393-2 (2003) (live in 1964)
- The Exotic Sounds of Martin Denny, Rev-Ola (2004) (compilation)
- Exotica, Rev-Ola (2005) (reissue)
- Exotica Vol. 2, Rev-Ola (2005) (reedición)
- Hypnotique, Rev-Ola (2005) (reedición)
- Primitiva, Rev-Ola (2005) (reedición)
- Forbidden Island, Rev-Ola (2006) (reedición)
- Quiet Village, Rev-Ola (2006) (reedición)
- Exotica III, Rev-Ola (2006) (reedición)
- Afro-Desia, Rev-Ola (2006) (reedición)
- Latin Village, Toshiba EMI (Japan) (2006) (reedición)
- The Best of Martin Denny's Exotica, Capitol (2006) (compilación)
- Hypnotique, Vivid Sound (Japan) (2007) (reedición)